# Ramón Martínez Campos y Rivera
Ramón Martinez Campos y Rivera (Madrid, 16 de març de 1863 - 25 de febrer de 1930) fou un polític espanyol que rebé el títol de duc de la Seu d'Urgell el 1888.
Era fill del general Arsenio Martínez-Campos Antón. Fou elegit diputat del Partit Liberal pel districte de Guayama (Puerto Rico) a les eleccions generals espanyoles de 1893 i pel de la Seu d'Urgell a les eleccions generals espanyoles de 1891, 1896, 1898, 1899 i 1901. Fou nomenat senador vitalici el 1903.